# Yahoo! Kickstart
Yahoo! Kickstart era uma rede profissional criada pelo Yahoo! para estudantes universitários, recém-formados, empregadores e ex-alunos. O "Preview" (beta) do Kickstart foi lançado em 5 de novembro de 2007 pelo Yahoo! Equipe de produtos avançados, com sede em São Francisco.
O Yahoo! Kickstart ouve seu fechamento em 2008.